# L'Orient és roig (musical)
L'Orient és roig fou un musical xinès d'inicis de la dècada de 1960 que lloava el comunisme i Mao Zedong, amb cançons (com "L'Orient és roig") i danses, expressades en un toc èpic i patriòtic. El dia que la Xina va fer esclatar la seva primera arma nuclear, Mao Zedong estava present a la representació del musical on participaven 3000 artistes. Quan ja es coneixia l'èxit de la prova, es van encendre els llums i Mao va sortir a escenari, va saludar i cedí la paraula a Zhou Enlai que va comunicar la gran notícia. En un primer moment el públic no va reaccionar (el poble xinès no en sabia res de la construcció de l'arma nuclear) però, finalment, va vitorejar amb alegria i amb gran entusiasme.

## Versió cinematogràfica
La versió cinematogràfica, en color, del musical es va realitzar el 1965 i va ser dirigida per Wang Ping. Té una durada de 117 minuts i parlada en mandarí. L'argument de la pel·lícula destaca fets rellevants com la fundació del Partit Comunista de la Xina el 1921, l'Expedició al Nord, la Massacre de Xangai a càrrec del Kuomintang del 1927. l'Aixecament de Nanchang, la Llarga Marxa, la guerra de resistència contra el Japó i la fundació de la República Popular de la Xina amb l'inici de la Nova Xina.